# Покровка (Бузулукский район)
Покро́вка — село в Бузулукском районе Оренбургской области России. Входит в состав Лисьеполянского сельсовета.

## География
Село находится в западной части региона, в пределах возвышенности Общий Сырт, в степной зоне, на берегах реки Чернейка, в 20 км от города Бузулука.
Климат
Климат характеризуется как резко континентальный с морозной суровой зимой и жарким сухим летом. Среднегодовая температура составляет 4 °C. Средняя температура воздуха самого тёплого месяца (июля) — 21,9 °C; самого холодного (января) — −14,8 °C (абсолютный минимум — −43 °C). Безморозный период длится в течение 142 дней в году. Среднегодовое количество атмосферных осадков составляет 393 мм.

## Топоним
Первоначально село называлось Племянниково по фамилии владельца Племенникова. С постройкой в 1779 году деревянной церкви во имя Покрова Пресвятой Богородицы, село стало называться Покровкой.

## История
Основано в 60-е годы XVIII века секунд-майором Иваном Племянниковым.
Крестьяне села в ноябре 1773 года активно примкнули к пугачевскому восстанию, казнили приказчика, старосту и одного из братьев Племянниковых. Год спустя, по указанию губернатора, в селе в целях устрашения и наказания были установлены «знаки кары»: виселица, глаголь и колесо.
В 1838 году в селе жил помещик, майор в отставке, Андрей Васильевич Племянников, жестокий крепостник. Он постоянно применял наказания крестьян батогами и розгами за малейшую провинность. Приказывал на несколько суток приковывать их за шею железной цепью к стене. Многочисленные жалобы несчастных долго оставались без последствий. Лишь в 1849 губернатор В. А. Обручев обратился в правительствующий Сенат насчёт «наложения опеки» на имения Андрея Васильевича, а также двух его братьев, живших неподалёку и не уступавших ему в жестокости. Именно этот А. В. Племянников запечатлён в 1850 году на портрете работы Т. Г. Шевченко. Существует версия, что А. В. Племянников и его братья послужили собирательным образом-прототипом генерала, затравившего борзыми собаками крестьянского ребёнка в романе Ф. М. Достоевского «Братья Карамазовы». Один из потомков этих крепостников, Роже Вадим (Племянников), станет известным французским кинорежиссёром, автором художественных фильмов с участием знаменитой актрисы Бриджит Бардо, которая была его женой.

## Население
| 2003 | 2010 |
| ---- | ---- |
| 168  | ↘147 |

## Инфраструктура
- Сельский клуб.

## Транспорт
Село доступно автотранспортом.